# Ihren
Ihren is een op 7 meter hoogte boven zeeniveau gelegen dorp in de Duitse deelstaat Nedersaksen. Het dorp maakt deel uit van de gemeente Westoverledingen in de Landkreis Leer.
Het dorp omvat mede de buurten en gehuchten Hustede, Ihrenerfeld en Patersweg. Ihren ligt in het oosten van de gemeente en grenst aan Rhauderfehn.
In Ihren staat de oudste Baptistenkapel in Oost-Friesland. Vanuit deze kapel is ook het baptisme in Nederland ontstaan. De uit 1854 daterende kapel is in 1977 ingebouwd in een kerkelijk gemeentecentrum, dat ook voor niet-kerkelijke feesten en partijen afgehuurd kan worden.